# Cataratas de Zapata
Las Cataratas de Zapata (en inglés: Zapata Falls) son unas cascadas situada en el Valle de San Luis, cerca de la base de las montañas Sangre de Cristo en propiedad de la Oficina de Administración de Tierras adyacente al Bosque nacional del Río Grande y al sur del  Parque nacional Great Sand Dunes en el condado de Alamosa, en el estado de Colorado en Estados Unidos. Las cascadas tienen una caída de 30 pies (9,1 m). El acceso a esta cascada implica una caminata con una leve pendiente de 0,5 millas (0,80 km). Llegar a las cataratas requiere vadear el arroyo y subir rocas.
Existen Vencejos Negros, cerca de las cataratas, uno de los pocos lugares de cría conocidos de esta especie en Colorado.